# مقاطعة يوجيفا
مقاطعة يوجيفا (بالإنجليزية: Jõgeva County)‏ هي مقاطعة في إستونيا، تتبع إستونيا، بلغ عدد سكانها 31٬145  نسمة، في 1 يناير 2014، عاصمتها جوجيفا، تبلغ مساحتها 2٬603٫83 كيلومتر مربع.

## الموقع
تشترك في الحدود مع:
- مقاطعة لين-فيرو.

## أعلام
- سيلفر ليبيك